# Way of my attitude
『way of my attitude』（ウェイ オブ マイ アティチュード）は、1997年3月21日にリリースされたhàlの1枚目のフルアルバム。CDコードはVICL-875。

## 解説
- CDエクストラ仕様になっており、パソコンで再生すると、2曲のPVとフォトセッションが見られる。
- 収録されている楽曲のうち、スウェーデンレコーディングが6曲、日本レコーディングが4曲で構成されている。
- M-1「CLICHES」はクラウドベリー・ジャムのカバー曲となっている。

## 収録曲
1. CLICHES
  - 作詞・作曲：Henrik Sundqvist／編曲：Jorgen Warnstrom、Henrik Sundqvist
2. Don't wanna get away
  - 作詞：hàl・川村真澄／作曲：Jorgen Warnstrom／編曲：Jorgen Warnstrom、Henrik Sundqvist
3. senseless
  - 作詞：川村真澄／作曲：Jorgen Warnstrom／編曲：Jorgen Warnstrom、Henrik Sundqvist
4. Hitch Hike 〜ALBUM Ver〜
  - 作詞：川村真澄／作曲：関淳二郎／編曲：高浪敬太郎
5. tiptoe
  - 作詞・作曲・編曲：高浪敬太郎
6. as a matter of fact
  - 作詞：川村真澄／作曲：Henrik Sundqvist／編曲：Jorgen Warnstrom、Henrik Sundqvist
7. 失くした日記
  - 作詞：大橋伸行／作曲：Henrik Sundqvist／編曲：Jorgen Warnstrom、Henrik Sundqvist
8. CUTE
  - 作詞：大橋伸行／作曲・編曲：関淳二朗
9. Happy to Say
  - 作詞：大橋伸行／作曲：Jorgen Warnstrom／編曲：Jorgen Warnstrom、Henrik Sundqvist
10. Angel's Ladder
  - 作詞：川村真澄／作曲・編曲：大橋伸行

## カバー
tiptoe
- 秋山奈々 - 2006年にシングル「オレンジ色」のカップリング曲として収録。